# Tramitichromis
Tramitichromis is een geslacht van straalvinnige vissen uit de familie van de cichliden (Cichlidae).

## Soorten
- Tramitichromis brevis (Boulenger, 1908)
- Tramitichromis intermedius (Trewavas, 1935)
- Tramitichromis lituris (Trewavas, 1931)
- Tramitichromis trilineatus (Trewavas, 1931)
- Tramitichromis variabilis (Trewavas, 1931)